# Eurovision Song Contest – Wer singt für Österreich? (2015)
Unter dem Titel Eurovision Song Contest – Wer singt für Österreich? fand die Auswahl des österreichischen Beitrags zum Eurovision Song Contest 2015 (ESC) statt. In einem mehrstufigen Auswahlverfahren wurden sechs Kandidaten ausgewählt, aus denen in der abschließenden Live-Show am 13. März 2015 das Fernsehpublikum und eine Jury die endgültige Wahl trafen. Moderiert wurden die Sendungen von Mirjam Weichselbraun, die auch zum Moderatoren-Team für den ESC am 23. Mai in Wien gehört.

## Modus
Der Österreichische Rundfunk (ORF) kehrte, nach verschiedenen Auswahlverfahren in den Jahren zuvor (Österreich beim Eurovision Song Contest), für den ESC 2015 wieder zu einem öffentlichen Wettbewerb zurück, der unter dem Namen Eurovision Song Contest – Wer singt für Österreich? stattfand. Sechzehn Künstler stellten sich in der ersten Sendung einer Fachjury, die sich dann für sechs Interpreten entschieden, welche in den nächsten beiden Sendungen das Publikum von sich überzeugen sollten. Zur Seite standen den Künstlern Musikprofis, mit denen sie unter anderem auch ihr Lied schrieben. Betreut wurden die Teilnehmer von Musikerin Anna F., Rapper Nazar und der Band The BossHoss.
Die ersten drei Sendungen wurden bereits im Dezember 2014 aufgezeichnet, ehe am 13. März 2015 die letzte Sendung live ausgestrahlt wurde. In dieser wurde der Sieger (und dessen Lied) zu 50 % durch Jury-Wertung und zu 50 % durch Tele-Voting ermittelt. Moderiert wurden alle vier Sendungen von Mirjam Weichselbraun, ausgestrahlt wurden sie seit dem 20. Februar auf ORF eins. Am 2. Dezember 2014 stellte der ORF die 16 Kandidaten für den nationalen Vorentscheid vor. Am selben Tag begannen auch die Aufzeichnungen der Vorentscheidung.
| Sendung         | Sendedatum                                                                   | Sender | Kandidaten            | Zuschauer  | Marktanteil |
| --------------- | ---------------------------------------------------------------------------- | ------ | --------------------- | ---------- | ----------- |
| Die Audition    | Fr. 20. Februar 2015, 20:15 Uhr                                              |        | 16                    | 0,391 Mio. | 15 %        |
| Die Top sechs   | Fr. 27. Februar 2015, 20:15 Uhr                                              | 06     | 0,371 Mio.            | 13 %       |             |
| Die Songs       | Fr. 6. März 2015, 20:15 Uhr                                                  | 06     | 0,375 Mio.            | 14 %       |             |
| Das Live-Finale | Fr. 13. März 2015, 20:15 Uhr Fr. 13. März 2015, 21:55 Uhr (Die Entscheidung) | 06     | 0,445 Mio. 0,596 Mio. | 17 % 26 %  |             |

## Die Audition
Folgende 16 Künstler traten in der ersten Sendung am 20. Februar 2015 an. Die Experten entschieden sich am Ende der Sendung für sechs Teilnehmer, welche in die nächste Runde kamen.
| Platz  | Startnr. | Interpret             | Lied                                                     |
| ------ | -------- | --------------------- | -------------------------------------------------------- |
| 1.–6.  | 14       | Celina Ann            | I Never Loved a Man (Originalinterpret: Aretha Franklin) |
| 1.–6.  | 04       | DAWA                  | On the Run                                               |
| 1.–6.  | 11       | folkshilfe            | Seit a poa Tog                                           |
| 1.–6.  | 16       | Johann Sebastian Bass | Heart of Stone                                           |
| 1.–6.  | 01       | The Makemakes         | Million Euro Smile                                       |
| 1.–6.  | 05       | Zoë                   | Adieu                                                    |
| 7.–16. | 2        | Clara Blume           | Love & Starve                                            |
| 7.–16. | 10       | Kathi Kallauch        | Das Leben ist zu kurz                                    |
| 7.–16. | 12       | Kommando Elefant      | Mein Design fürs Leben                                   |
| 7.–16. | 08       | Lemo                  | So leicht                                                |
| 7.–16. | 09       | Mizgebonez            | Murmeltier/Fitnesstraining (Medley)                      |
| 7.–16. | 06       | Renato Unterberg      | Love                                                     |
| 7.–16. | 03       | Royal Kombo           | Ram pam pam                                              |
| 7.–16. | 07       | The Su’sis            | This and That                                            |
| 7.–16. | 13       | Tandem                | Zeig ihn mir                                             |
| 7.–16. | 15       | wo/Men                | Happy (Originalinterpret: Pharrell Williams)             |

 Kandidat hat sich für die Top sechs qualifiziert.

## Die Top sechs

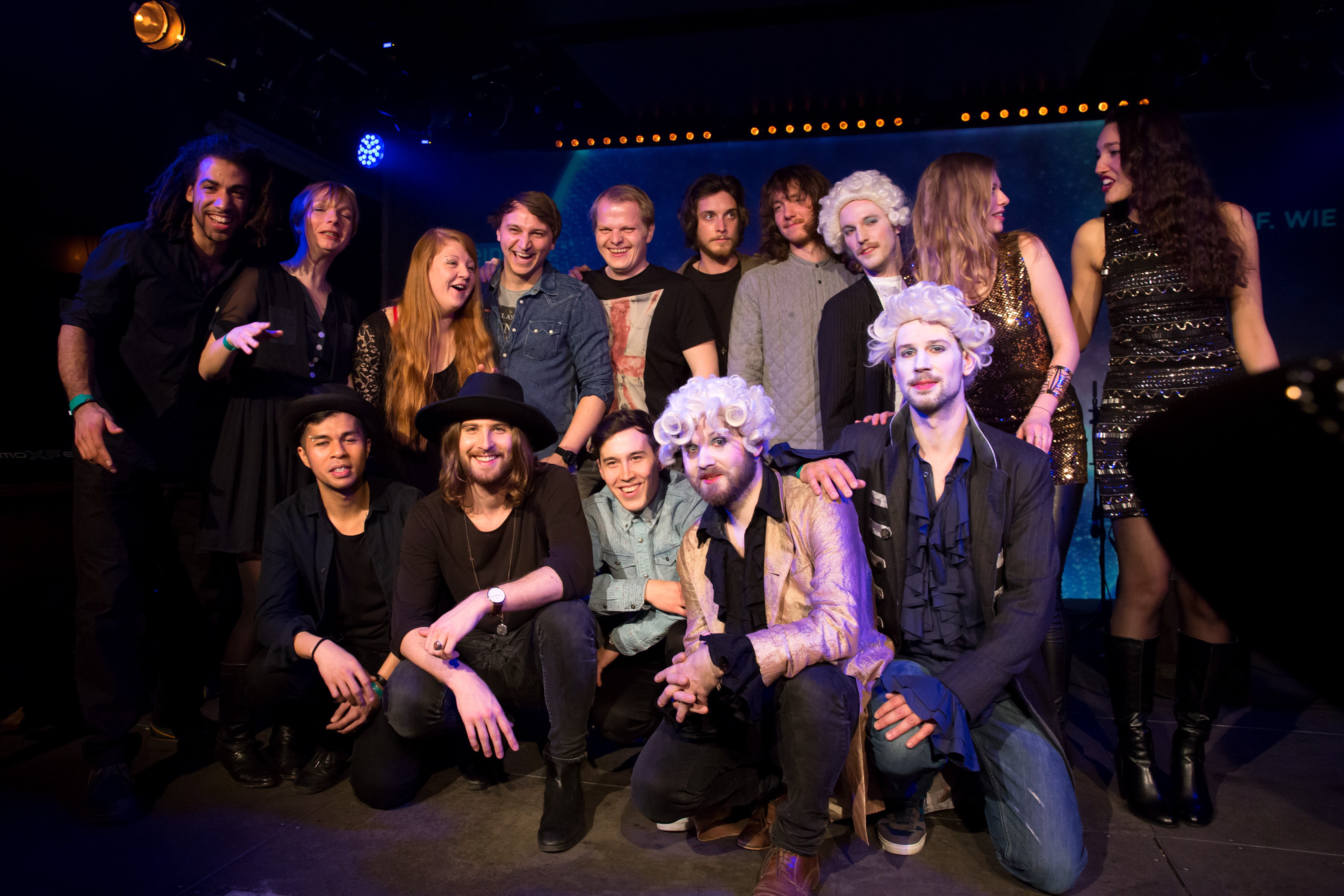
Die sechs Kandidaten der Endauswahl im März 2015

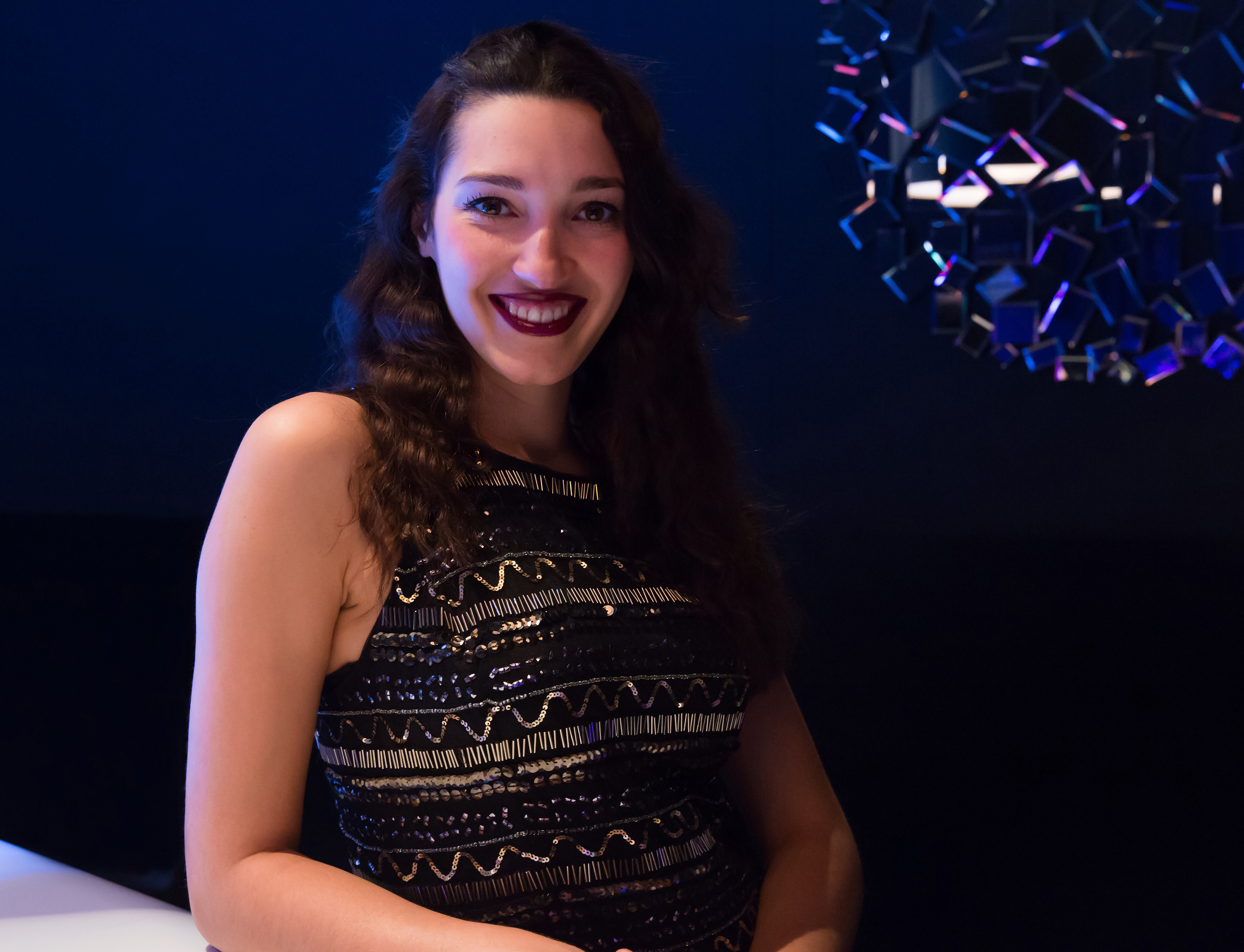
Celina Ann

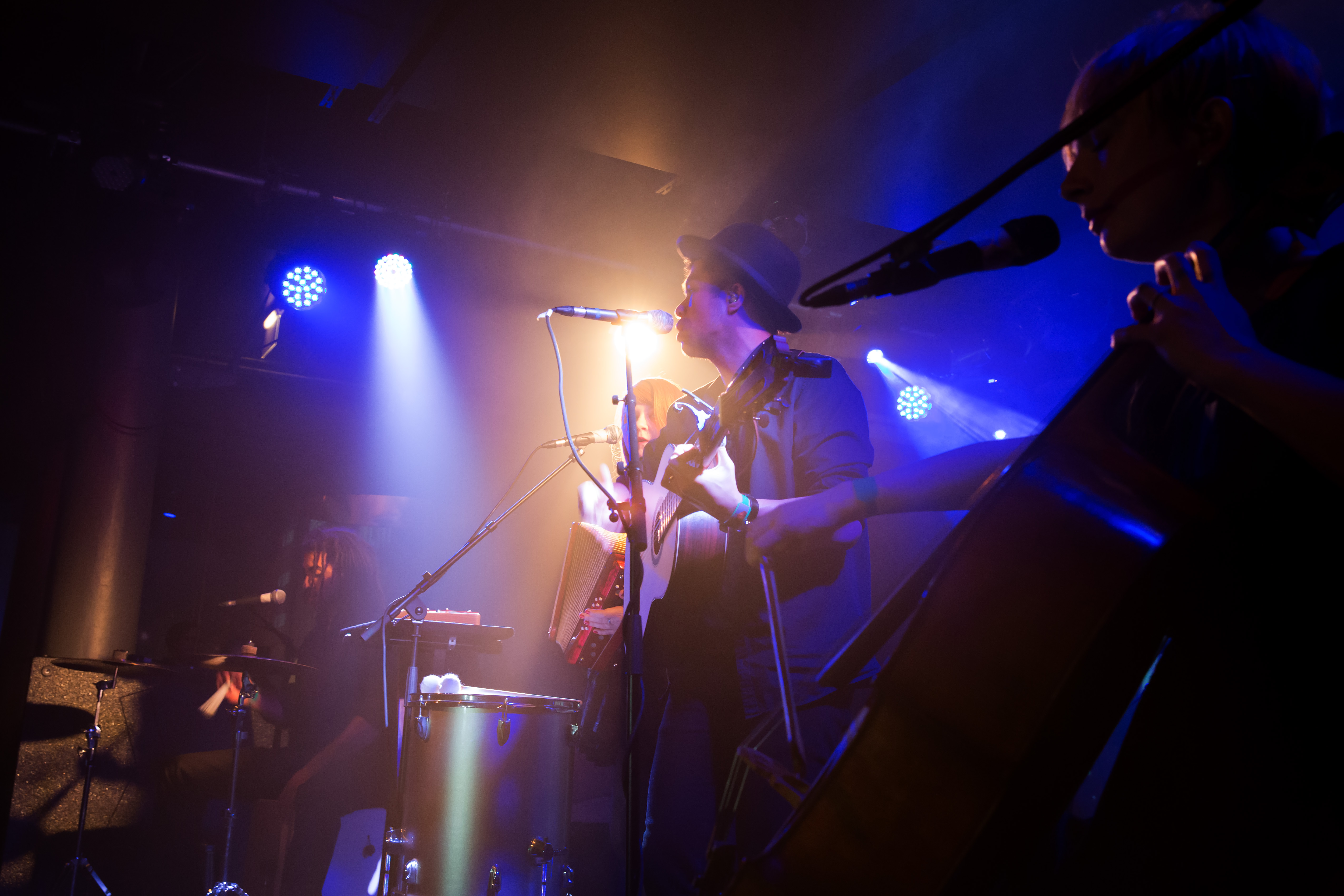
DAWA

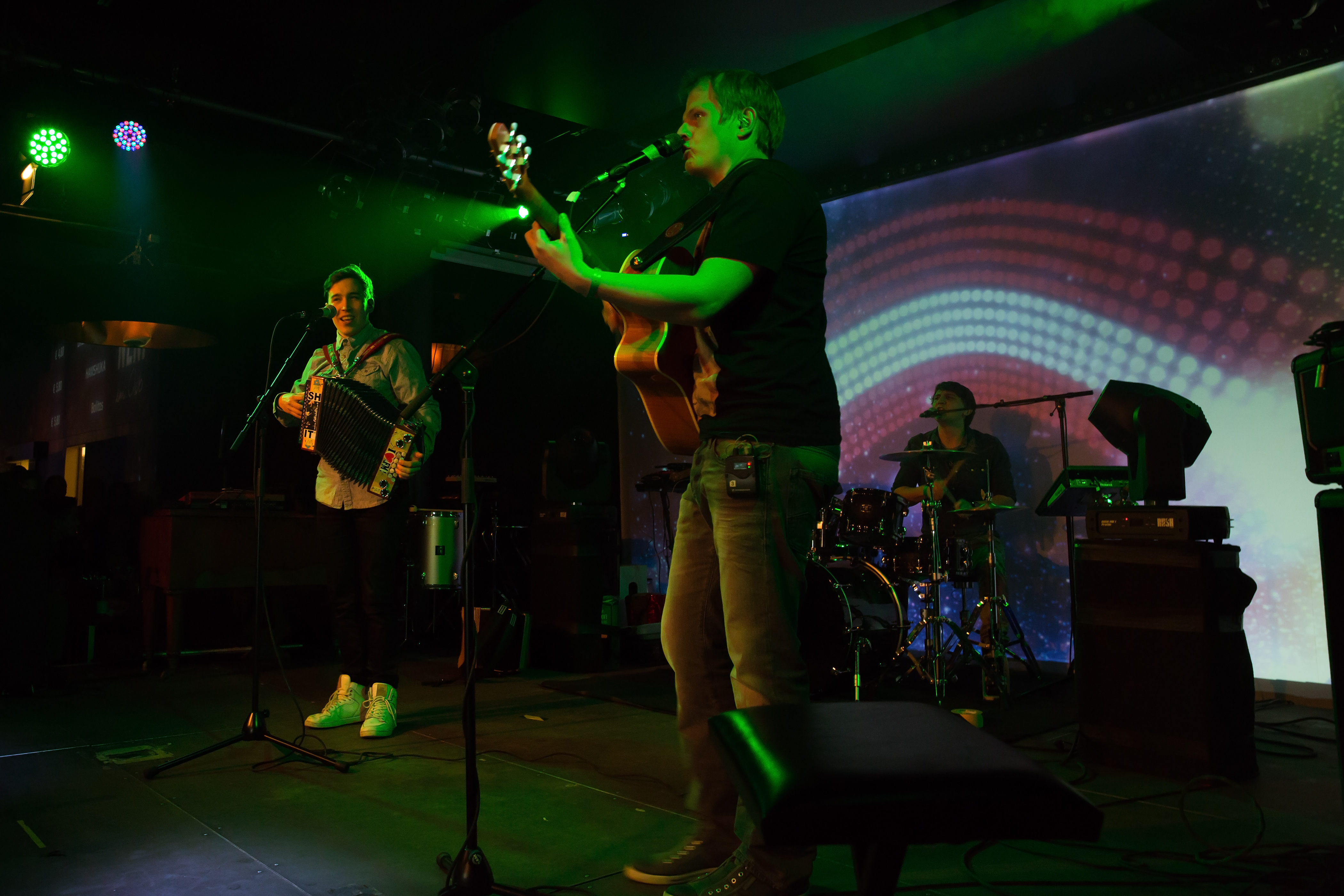
folkshilfe

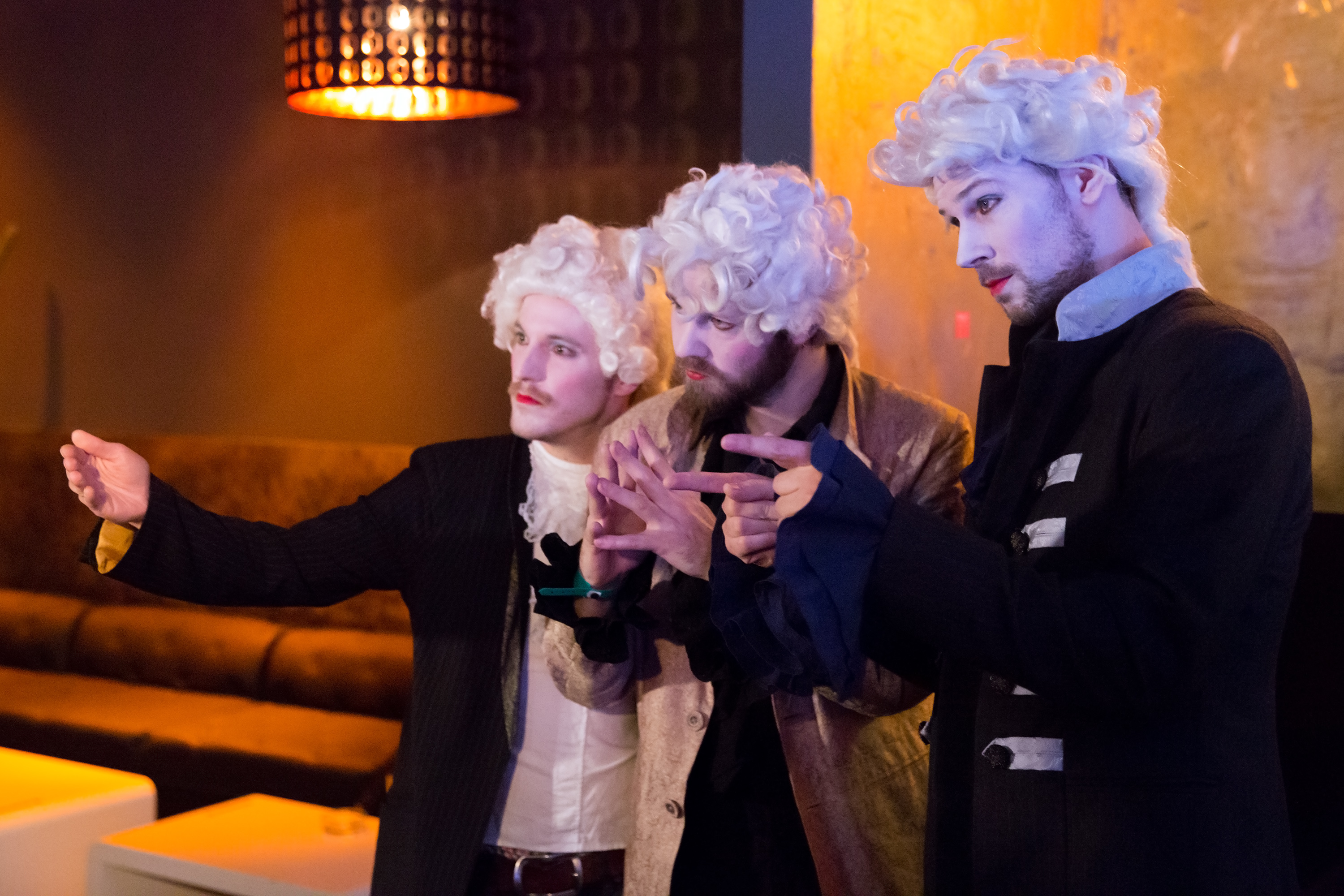
Johann Sebastian Bass

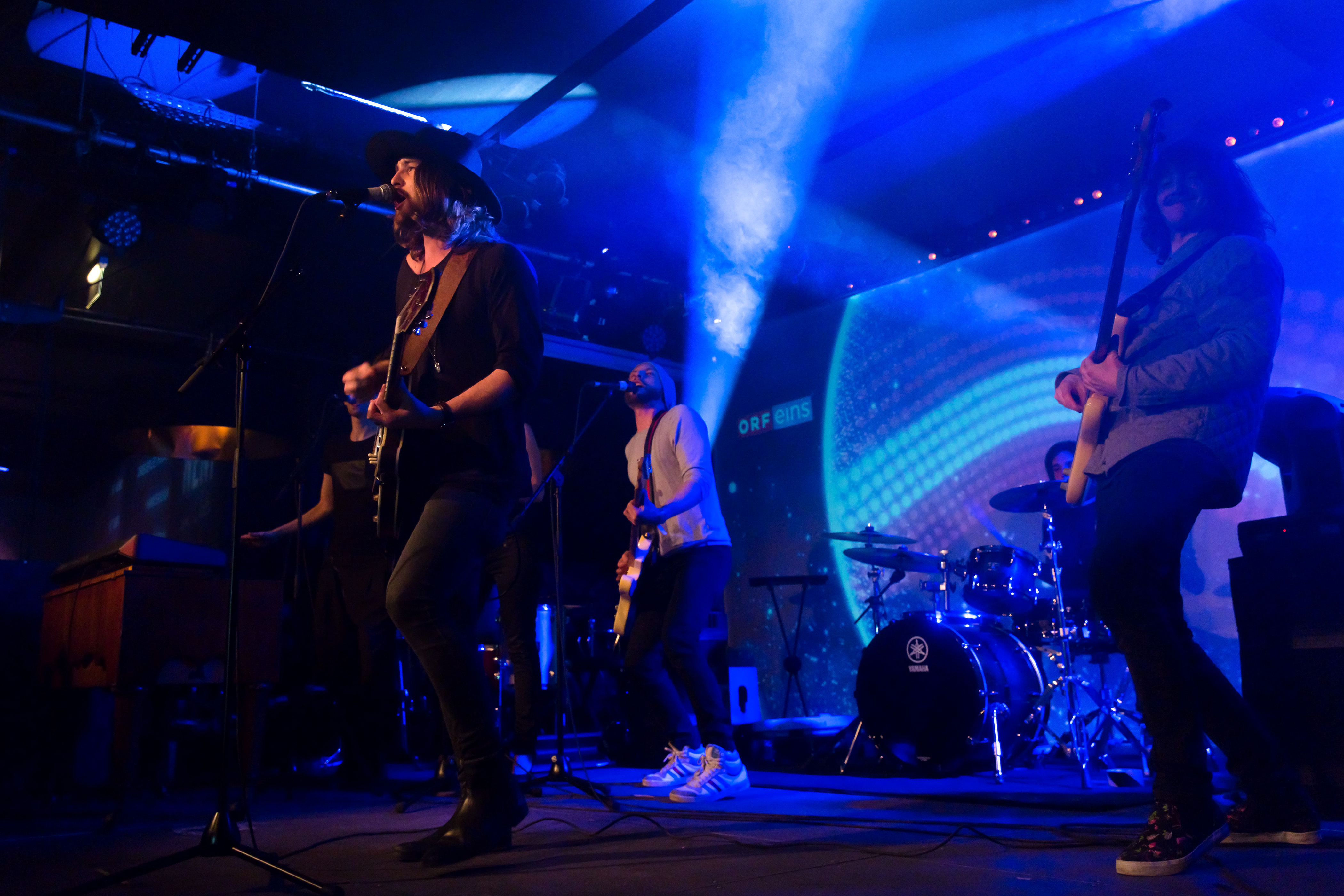
The Makemakes

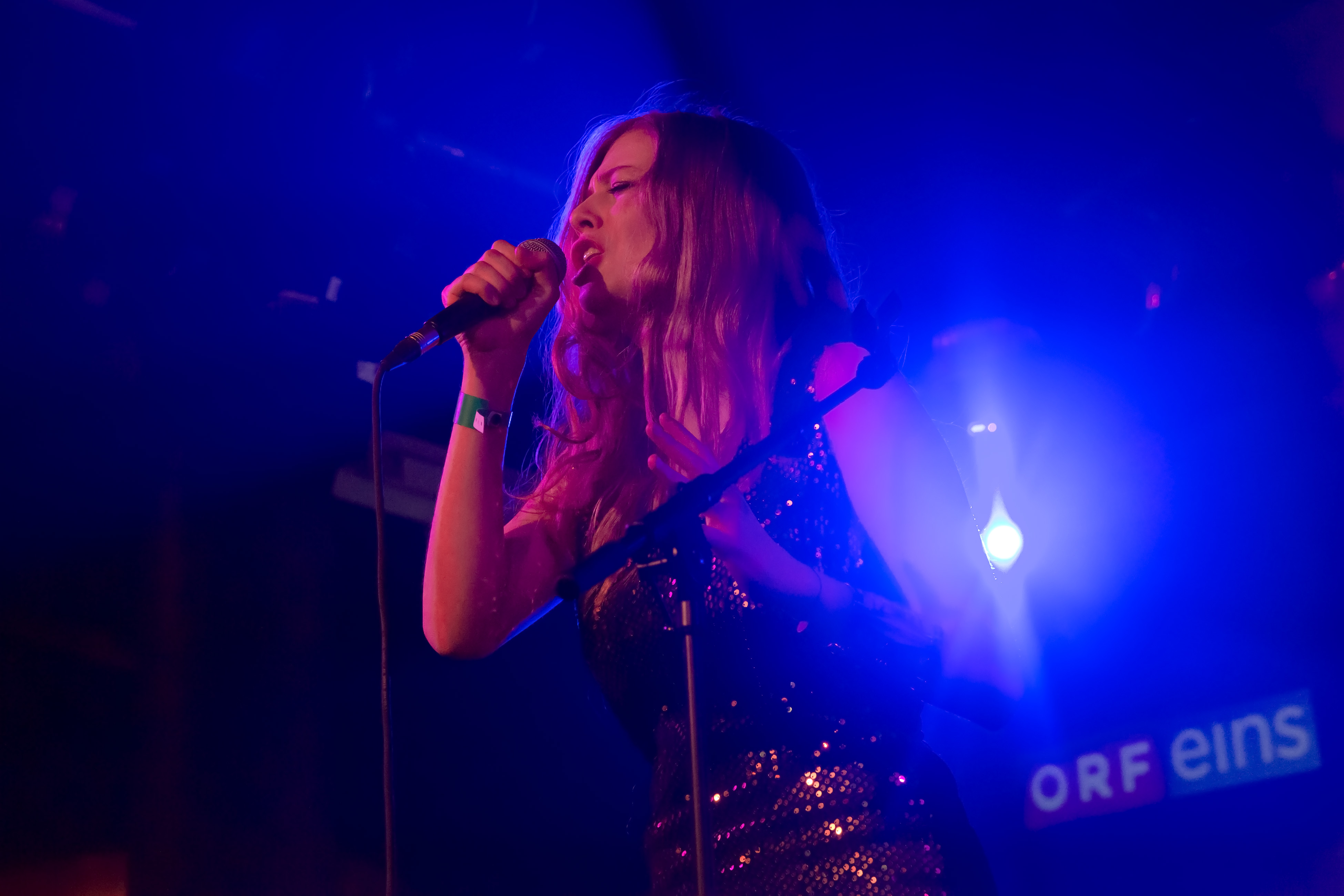
Zoe

In der zweiten Sendung am 27. Februar 2015 präsentieren die verbleibenden sechs Kandidaten zuerst einen Coversong und in der zweiten Runde einen Überraschungsauftritt. Nach den Auftritten konnte das Publikum 1–12 Punkte vergeben. Am Ende der Sendung wurden die drei Kandidaten mit den meisten Stimmen gekürt. Das Ergebnis sollte als erste Tendenz dienen und hatte keinen direkten Einfluss auf den weiteren Verlauf der Sendung.
| Startnr. | Interpret             | Cover | Überraschungsauftritt                   |
| -------- | --------------------- | --- | --------------------------------------- |
| 2/1      | Celina Ann            | Empire State of Mind (Originalinterpret: Jay-Z feat. Alicia Keys) | Roxanne (Originalinterpret: The Police) |
| 3/3      | DAWA                  | Bitter Sweet Symphony (Originalinterpret: The Verve) | Saloon                                  |
| 4/2      | folkshilfe            | Medley aus: Danza Kuduro (Originalinterpret: Don Omar feat. Lucenzo) Let's Get Loud (Originalinterpret: Jennifer Lopez) Hangover (Originalinterpret: Taio Cruz feat. Flo Rida) Just the Way You Are (Originalinterpret: Bruno Mars) Monsta (Originalinterpret: Culcha Candela) Sexy and I Know It (Originalinterpret: LMFAO) Firework (Originalinterpret: Katy Perry) | Loss da helfn                           |
| 6/4      | Johann Sebastian Bass | Stronger (Originalinterpret: Kanye West) | Marmalade Skies                         |
| 1/6      | The Makemakes         | I Shot the Sheriff (Originalinterpret: Bob Marley and The Wailers) | Blauschkopf                             |
| 5/5      | Zoe                   | Something (Originalinterpret: The Beatles) | On My Own                               |

 Kandidat hat die meisten Stimmen des Publikums erhalten.

## Die Songs
In der dritten Sendung am 6. März 2015 komponierten die Kandidaten in Zusammenarbeit mit den Komponisten Julie Frost und Jimmy Harry je zwei Songs. Unterstützung erhielten sie von den Produzenten Lukas Hillebrand und Wolfgang Schlögl. Nach der Präsentation der zwei Songs, entschieden sich die Coaches für einen Song, den die Kandidaten im Live-Finale am 13. März 2015 präsentieren werden. Die folgenden zwölf Lieder wurden vorgestellt.
| Erster Durchgang  |                       | |
| 1                 | The Makemakes         | Big Bang M/T: Jimmy Harry, Breana Kennedy, Danielle Brisebois, Tony Kanal                                 |
| 2                 | Celina Ann            | When I Fall M/T: Ian Dench, Sharon Vaughn, Celina Ann Seilinger                                           |
| 3                 | DAWA                  | If You Return M/T: John Dawa, Laura Pudelek, Oama Richson, Barbara Wiesinger                              |
| 4                 | folkshilfe            | Ned au M/T: Florian Ritt, Mathias Kaineder, Gabriel Haider                                                |
| 5                 | Johann Sebastian Bass | Monsters M/T: Johann Domenicus Bass, Johann Martinus Bass, Johann Davidus Bass, Wolfgang Schlögl          |
| 6                 | Zoe                   | My Heart Still Beats M/T: Zoë Straub, Christof Straub                                                     |
| Zweiter Durchgang |                       | |
| 1                 | DAWA                  | Feel Alive M/T: John Dawa, Barbara Wiesinger, Laura Pudelek, Oama Richson, Jimmy Harry, Patrick Pulsinger |
| 2                 | Johann Sebastian Bass | Absolutio M/T: Johann Domenicus Bass, Johann Martinus Bass, Johann Davidus Bass, Wolfgang Schlögl         |
| 3                 | Celina Ann            | Utopia M/T: Ian Dench, Sharon Vaughn, Celina Ann Seilinger                                                |
| 4                 | The Makemakes         | I Am Yours M/T: Jimmy Harry, Dominic Muhrer, Paul Estrela, Florian Meindl, Markus Christ                  |
| 5                 | Zoe                   | Quel Filou M/T: Zoë Straub, Christof Straub                                                               |
| 6                 | folkshilfe            | Who You Are M/T: Julie Frost, Vlado Dzihan, Florian Ritt, Mathias Kaineder, Gabriel Haider                |

 Lied qualifizierte sich für das Finale.

## Das Live-Finale

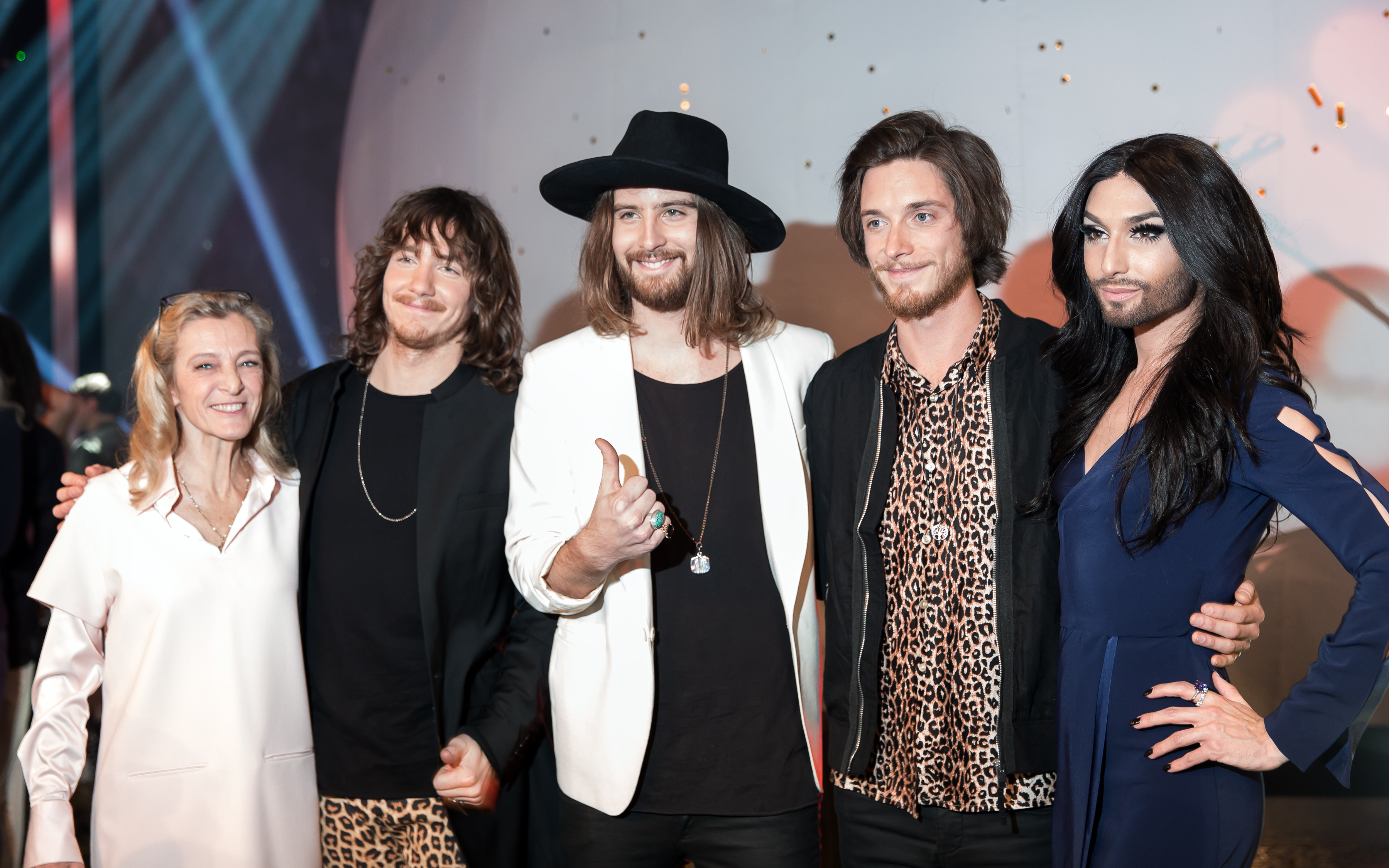
The Makemakes mit Vorjahressiegerin Conchita Wurst und ORF-Fernsehdirektorin Kathrin Zechner nach dem Finale

Am 13. März fand das Finale des Vorentscheids statt, in dem die sechs Kandidaten ihre Songs präsentierten und sich einer Jury und dem Televoting stellten. Der Sieger (The Makemakes) wurde in zwei Durchgängen ermittelt: Zunächst stimmten zehn internationale Jurys (Lettland, Frankreich, Australien, Niederlande, Spanien, Israel, Vereinigtes Königreich, Deutschland, Slowenien und Italien) über die sechs Titel ab. Aus den zusammengezählten Ergebnissen wurde eine Gesamtwertung erstellt. Die Jurys machten zusammen 50 Prozent der Gesamtwertung aus. Die anderen 50 Prozent basierten auf dem Ergebnis eines Telefon- und SMS-Votings. Die beiden Lieder mit den meisten Punkten traten in einer Schlussrunde noch einmal an, hierbei kam ausschließlich ein weiteres Telefon-/SMS-Voting zur Anwendung. DAWA zog aufgrund der höheren Punktzahl aus dem Telefonvoting ins Finale ein.
| Platz | Startnr. | Interpret             | Sprache                         | Lied | Übersetzung (Inoffiziell) | Jury    | Jury   | Zuschauerstimmen (Televoting & SMS) | Zuschauerstimmen (Televoting & SMS) | Gesamt |
| Platz | Startnr. | Interpret             | Sprache                         | Lied | Übersetzung (Inoffiziell) | Stimmen | Punkte | Stimmen                             | Punkte                              | Gesamt |
| ----- | -------- | --------------------- | ------------------------------- | --- | ------------------------- | ------- | ------ | ----------------------------------- | ----------------------------------- | ------ |
| 1.    | 6        | The Makemakes         | Englisch                        | I Am Yours M/T: Jimmy Harry, Dominic Muhrer, Paul Estrela, Florian Meindl, Markus Christ                  | Ich bin dein              | 107     | 12     | 51,15 %                             | 12                                  | 24     |
| 2.    | 3        | DAWA                  | Englisch                        | Feel Alive M/T: John Dawa, Barbara Wiesinger, Laura Pudelek, Oama Richson, Jimmy Harry, Patrick Pulsinger | Fühl dich lebendig        | 079     | 8      | 14,35 %                             | 10                                  | 18     |
| 3.    | 2        | Zoe                   | Englisch, Französisch           | Quel Filou M/T: Zoë Straub, Christof Straub                                                               | Was für ein Filou         | 103     | 10     | 11,32 %                             | 8                                   | 18     |
| 4.    | 1        | folkshilfe            | Englisch, Deutsch (Mundart)     | Who You Are M/T: Julie Frost, Vlado Dzihan, Florian Ritt, Mathias Kaineder, Gabriel Haider                | Wer du bist               | 067     | 7      | 11,31 %                             | 7                                   | 14     |
| 5.    | 5        | Johann Sebastian Bass | Englisch mit lateinischem Titel | Absolutio M/T: Johann Domenicus Bass, Johann Martinus Bass, Johann Davidus Bass, Wolfgang Schlögl         | Absolution                | 064     | 6      | 08,92 %                             | 6                                   | 12     |
| 6.    | 4        | Celina Ann            | Englisch                        | Utopia M/T: Ian Dench, Sharon Vaughn, Celina Ann Seilinger                                                | Utopie                    | 060     | 5      | 02,94 %                             | 5                                   | 10     |

 Kandidat hat sich für das Superfinale qualifiziert.

### Juryvoting
| 1 | Who You Are | 6  | 5  | 6  | 5  | 6  | 6  | 12 | 8  | 6  | 7  | 067 | 7  |
| 2 | Quel filou  | 12 | 10 | 7  | 12 | 10 | 12 | 8  | 10 | 12 | 10 | 103 | 10 |
| 3 | Feel Alive  | 10 | 8  | 10 | 8  | 7  | 8  | 6  | 7  | 7  | 8  | 079 | 8  |
| 4 | Utopia      | 5  | 7  | 5  | 6  | 8  | 7  | 7  | 5  | 5  | 5  | 060 | 5  |
| 5 | Absolutio   | 8  | 6  | 8  | 7  | 5  | 5  | 5  | 6  | 8  | 6  | 064 | 6  |
| 6 | I Am Yours  | 7  | 12 | 12 | 10 | 12 | 10 | 10 | 12 | 10 | 12 | 107 | 12 |
| Jury-Punktesprecher |             |    |    |    |    |    |    |    |    |    |    |     |    |
| - – Anete Liepina - – Valentin Gambino - – Simone van Oostwaard - – Janine Wassink - – Laura Salmón - – Zvia Dem - – Diane Naar - – Moritz Münkner - – Mirijam Ogris - – Alexandra Mahlknecht |             |    |    |    |    |    |    |    |    |    |    |     |    |

### Superfinale
| Platz | Interpret     | Lied Musik (M) und Text (T)                                                                               | Zuschauerstimmen (in Prozent) |
| ----- | ------------- | --- | ----------------------------- |
| 1.    | The Makemakes | I Am Yours M/T: Jimmy Harry, Dominic Muhrer, Paul Estrela, Florian Meindl, Markus Christ                  | 78 %                          |
| 2.    | DAWA          | Feel Alive M/T: John Dawa, Barbara Wiesinger, Laura Pudelek, Oama Richson, Jimmy Harry, Patrick Pulsinger | 22 %                          |